# U-508
| U-508                                                                                                | U-508 | U-508 |
| --- | --- | --- |
| U 508                                                                                                | | |
| | | |
| Зображення підводного човна U-505, однотипного з U-508                                               | | |
| Верф                                                                                                 | Deutsche Werft, Гамбург | Deutsche Werft, Гамбург |
| Під прапором                                                                                         | Третій Рейх | Третій Рейх |
| Належність                                                                                           | Крігсмаріне | Крігсмаріне |
| Порт приписки                                                                                        | Штеттін Лор'ян | Штеттін Лор'ян |
| Замовлення                                                                                           | 20 жовтня 1939 | 20 жовтня 1939 |
| Закладений                                                                                           | 24 вересня 1940 | 24 вересня 1940 |
| Спуск на воду                                                                                        | 30 липня 1941 | 30 липня 1941 |
| Введений до складу флоту                                                                             | 20 жовтня 1941 | 20 жовтня 1941 |
| На службі                                                                                            | 1941—1943 | 1941—1943 |
| Загибель                                                                                             | 12 листопада 1943 року потоплений у Біскайській затоці американським бомбардувальником «Ліберейтор»                                                                     | 12 листопада 1943 року потоплений у Біскайській затоці американським бомбардувальником «Ліберейтор»                                                                     |
| Сучасний статус                                                                                      | затоплений | затоплений |
| Бойовий досвід                                                                                       | Друга світова війна Битва за Атлантику | Друга світова війна Битва за Атлантику |
| Проєкт                                                                                               | | |
| Тип ПЧ                                                                                               | великий океанський торпедний ДПЧ | великий океанський торпедний ДПЧ |
| Основні характеристики                                                                               | | |
| Швидкість (надводна)                                                                                 | 18,2 вузла (33,7 км/год) | 18,2 вузла (33,7 км/год) |
| Швидкість (підводна)                                                                                 | 7,3 (13,5 км/год) | 7,3 (13,5 км/год) |
| Робоча глибина занурення                                                                             | 100 м | 100 м |
| Гранична глибина занурення                                                                           | 230 м | 230 м |
| Дальність плавання                                                                                   | 64 милі (119 км) на швидкості 4 вузли (7,4 км/год) (у підводному положенні) 13 450 морських миль (24 910 км на швидкості 10 вузлів (19 км/год) (у надводному положенні) | 64 милі (119 км) на швидкості 4 вузли (7,4 км/год) (у підводному положенні) 13 450 морських миль (24 910 км на швидкості 10 вузлів (19 км/год) (у надводному положенні) |
| Екіпаж                                                                                               | 48 офіцерів та матросів | 48 офіцерів та матросів |
| Розміри                                                                                              | | |
| Довжина найбільша (по КВЛ)                                                                           | 76,76 м | 76,76 м |
| Ширина корпусу найб.                                                                                 | 6,76 м | 6,76 м |
| Висота                                                                                               | 9,6 м | 9,6 м |
| Середня осадка (по КВЛ)                                                                              | 4,7 м | 4,7 м |
| Водотоннажність надводна                                                                             | 1120 т | 1120 т |
| Силова установка                                                                                     | | |
| Дизель-електрична: 2 дизельні двигуни MAN M 9 V 40/46 2 електродвигуни Siemens-Schuckert 2 GU 345/34 | | |
| Гвинти                                                                                               | 2 | 2 |
| Потужність                                                                                           | 2 × 2200 к.с. (дизелі) 2 × 740 к.с. (електродвигуни) | 2 × 2200 к.с. (дизелі) 2 × 740 к.с. (електродвигуни) |
| Озброєння                                                                                            | | |
| Артилерія                                                                                            | 1 × 105-мм палубна гармата SK C/32 | 1 × 105-мм палубна гармата SK C/32 |
| Торпедно- мінне озброєння                                                                            | 4 носових і 2 кормових ТА; 22 торпеди або 44 міни TMA чи 66 TMB | 4 носових і 2 кормових ТА; 22 торпеди або 44 міни TMA чи 66 TMB |
| ППО                                                                                                  | 1 × 37-мм зенітна гармата SKC/30 2 (1 × 2) × 20-мм зенітні гармати FlaK 30                                                                                              | 1 × 37-мм зенітна гармата SKC/30 2 (1 × 2) × 20-мм зенітні гармати FlaK 30                                                                                              |

U-508 — німецький великий океанський підводний човен типу IXC, що входив до складу Військово-морських сил Третього Рейху за часів Другої світової війни. Закладений 24 вересня 1940 року на верфі Deutsche Werft у Гамбурзі під будівельним номером 304. Спущений на воду 30 липня 1941 року, а 20 жовтня 1941 року корабель увійшов до складу ВМС нацистської Німеччини.

## Історія служби
U-508 належав до серії німецьких підводних човнів типу IXC, великих океанських човнів, призначених діяти на морських комунікаціях противника на далеких відстанях у відкритому океані. Човнів цього типу випущено 54 одиниці і вони дуже успішно та результативно проявили себе в ході бойових дій в Атлантиці. 20 жовтня 1941 року U-508 розпочав службу у складі 4-ї навчальної флотилії, а з 1 липня 1942 року переведений до бойового складу 10-ї флотилії ПЧ Крігсмаріне.
З червня 1942 року і до листопада 1943 року U-508 здійснив 6 бойових походів в Атлантичний океан, в яких провів 294 дні. Човен потопив 14 торгових суден (74 087 GRT).
12 листопада 1943 року при виході у шостий бойовий похід U-508 був потоплений у Біскайській затоці американським бомбардувальником PB4Y-1 «Ліберейтор». Усі 57 членів екіпажу загинули.

## Командири
- капітан-лейтенант Георг Штатс (20 жовтня 1941 — 12 листопада 1943)

## Перелік уражених U-508 суден у бойових походах
| №                                                           | Дата              | Командир ПЧ        | Назва               | Тип                | Належність      | Водотоннажність (брт) | Вантаж | Конвой            | Результат та координати                                               | Наслідки атаки для екіпажу        | Прим. |
| ----------------------------------------------------------- | ----------------- | ------------------ | ------------------- | ------------------ | --------------- | --------------------- | --- | ----------------- | --------------------------------------------------------------------- | --------------------------------- | ----- |
| Перший похід (25.06—15.09.1942, 83 доби; Кіль—Лор'ян)       |                   |                    |                     |                    |                 |                       | |                   |                                                                       |                                   |       |
| 1                                                           | 12 серпня 1942    | Kptlt. Георг Штатс | Manzanillo          | суховантажне судно | Куба            | 1025                  | генеральні вантажі | Конвой SpecCon-12 | потоплено 24°20′ пн. ш. 81°50′ зх. д. / 24.333° пн. ш. 81.833° зх. д. | ? (23 загинули та ? вціліли)      |       |
| 2                                                           | 12 серпня 1942    | Kptlt. Георг Штатс | Santiago de Cuba    | суховантажне судно | Куба            | 1685                  | генеральні вантажі | Конвой SpecCon-12 | потоплено 24°20′ пн. ш. 81°50′ зх. д. / 24.333° пн. ш. 81.833° зх. д. | 29 (11 загинули та 18 вціліли)    |       |
| Другий похід (17.10.1942—6.01.1943, 82 доби; Лор'ян—Лор'ян) |                   | Kptlt. Георг Штатс |                     |                    |                 |                       | |                   |                                                                       |                                   |       |
| 3                                                           | 7 листопада 1942  | Kptlt. Георг Штатс | Nathaniel Hawthorne | суховантажне судно | США             | 7176                  | 7576 тонн бокситової руди | Конвой TAG 19     | потоплено 11°34′ пн. ш. 63°26′ зх. д. / 11.567° пн. ш. 63.433° зх. д. | 52 (38 загинули та 14 вціліли)    |       |
| 4                                                           | 7 листопада 1942  | Kptlt. Георг Штатс | Lindenhall          | суховантажне судно | Велика Британія | 5248                  | 8400 тонн залізної руди | Конвой TAG 19     | потоплено 11°34′ пн. ш. 63°26′ зх. д. / 11.567° пн. ш. 63.433° зх. д. | 49 (43 загинули та 6 вціліли)     |       |
| 5                                                           | 17 листопада 1942 | Kptlt. Георг Штатс | City of Corinth     | суховантажне судно | Велика Британія | 5318                  | 8300 тонн генеральних вантажів, включаючи чай, льон і чавун                                                                     |                   | потоплено 10°55′ пн. ш. 61°01′ зх. д. / 10.917° пн. ш. 61.017° зх. д. | 87 (11 загинули та 76 вціліли)    |       |
| 6                                                           | 27 листопада 1942 | Kptlt. Георг Штатс | Clan Macfadyen      | суховантажне судно | Велика Британія | 6191                  | 6705 т цукру, 5 т конопель і рому та пошти                                                                                      |                   | потоплено 8°57′ пн. ш. 59°48′ зх. д. / 8.950° пн. ш. 59.800° зх. д.   | 92 (82 загинули та 10 вціліли)    |       |
| 7                                                           | 28 листопада 1942 | Kptlt. Георг Штатс | Empire Cromwell     | суховантажне судно | Велика Британія | 5970                  | 1000 тонн хромової руди |                   | потоплено 9°00′ пн. ш. 58°30′ зх. д. / 9.000° пн. ш. 58.500° зх. д.   | 49 (24 загинули та 25 вціліли)    |       |
| 8                                                           | 1 грудня 1942     | Kptlt. Георг Штатс | Trevalgan           | суховантажне судно | Велика Британія | 5299                  | баласт |                   | потоплено 9°40′ пн. ш. 59°15′ зх. д. / 9.667° пн. ш. 59.250° зх. д.   | 43 (усі вціліли)                  |       |
| 9                                                           | 2 грудня 1942     | Kptlt. Георг Штатс | City of Bath        | суховантажне судно | Велика Британія | 5079                  | 6800 тонн генеральних вантажів, включаючи 2000 тонн мідних зливків, 500 тонн магнезитової руди, 500 тонн хромової руди та пошту |                   | потоплено 9°29′ пн. ш. 59°35′ зх. д. / 9.483° пн. ш. 59.583° зх. д.   | 83 (3 загиблих та 80 вцілілих)    |       |
| 10                                                          | 3 грудня 1942     | Kptlt. Георг Штатс | Solon II            | суховантажне судно | Велика Британія | 4561                  | Марганцева руда і 2000 тонн міді                                                                                                |                   | потоплено 7°45′ пн. ш. 56°30′ зх. д. / 7.750° пн. ш. 56.500° зх. д.   | 82 (75 загиблих та 7 вцілілих)    |       |
| 11                                                          | 9 грудня 1942     | Kptlt. Георг Штатс | Nigerian            | суховантажне судно | Велика Британія | 5423                  | 4200 тонн олії з пальмового насіння, 1300 тонн деревини, 1000 тонн какао і 750 тонн арахісової олії наливом                     |                   | потоплено 9°17′ пн. ш. 59°00′ зх. д. / 9.283° пн. ш. 59.000° зх. д.   | 61 (5 загиблих та 56 вцілілих)    |       |
| П'ятий похід (7.06—14.09.1943, 100 діб; Лор'ян—Лор'ян)      |                   | Kptlt. Георг Штатс |                     |                    |                 |                       | |                   |                                                                       |                                   |       |
| 12                                                          | 9 липня 1943      | Kptlt. Георг Штатс | De la Salle         | пасажирське судно  | Велика Британія | 8400                  | 2103 тонни генеральних та державних вантажів                                                                                    | Конвой ST 71      | потоплено 5°50′ пн. ш. 02°22′ сх. д. / 5.833° пн. ш. 2.367° сх. д.    | 249 (10 загиблих та 239 вцілілих) |       |
| 13                                                          | 9 липня 1943      | Kptlt. Георг Штатс | Manchester Citizen  | суховантажне судно | Велика Британія | 5343                  | баласт | Конвой ST 71      | потоплено 5°50′ пн. ш. 02°22′ сх. д. / 5.833° пн. ш. 2.367° сх. д.    | 104 (29 загиблих та 75 вцілілих)  |       |
| 14                                                          | 18 липня 1943     | Kptlt. Георг Штатс | Incomati            | пасажирське судно  | Велика Британія | 7369                  | 7000 тонн генеральних вантажів, серед них 3600 тонн какао, 2600 тонн запасів, пошти та 2 літаки                                 |                   | потоплено 3°09′ пн. ш. 04°15′ сх. д. / 3.150° пн. ш. 4.250° сх. д.    | 223 (1 загинув та 222 вціліло)    |       |